# Youssef Fertout
Youssef Fertout (ur. 7 lipca 1970 w Casablance) – marokański piłkarz występujący na pozycji napastnika.

## Kariera klubowa
Fertout karierę rozpoczynał w 1990 roku w zespole Wydad Casablanca. Podczas 5 lat gry dla tego klubu, zdobył z nim Afrykańską Ligę Mistrzów (1992), 2 mistrzostwa Maroka (1991, 1993) oraz Puchar Maroka w 1994 roku.
W 1995 roku Fertout przeszedł do portugalskiego zespołu CF Os Belenenses z Primeira Liga. Przez 3 lata rozegrał tam 71 spotkań i zdobył 12 bramek. W 1998 roku odszedł do holenderskiego AZ Alkmaar, grającego w Eredivisie. W ciągu 3 lat zagrał tam w 48 meczach i strzelił 11 goli.
W 2001 roku zakończył karierę.

## Kariera reprezentacyjna
W reprezentacji Maroka Fertout zadebiutował w 1992 roku. W 1998 roku został powołany do kadry na Puchar Narodów Afryki. Zagrał na nim w meczach z Mozambikiem (3:0, gol), Egiptem (1:0) oraz RPA (1:2). Tamten turniej Maroko zakończyło na ćwierćfinale.
W latach 1992–1998 w drużynie narodowej Fertout rozegrał łącznie 36 spotkań i zdobył 12 bramek.